# Schnorbach

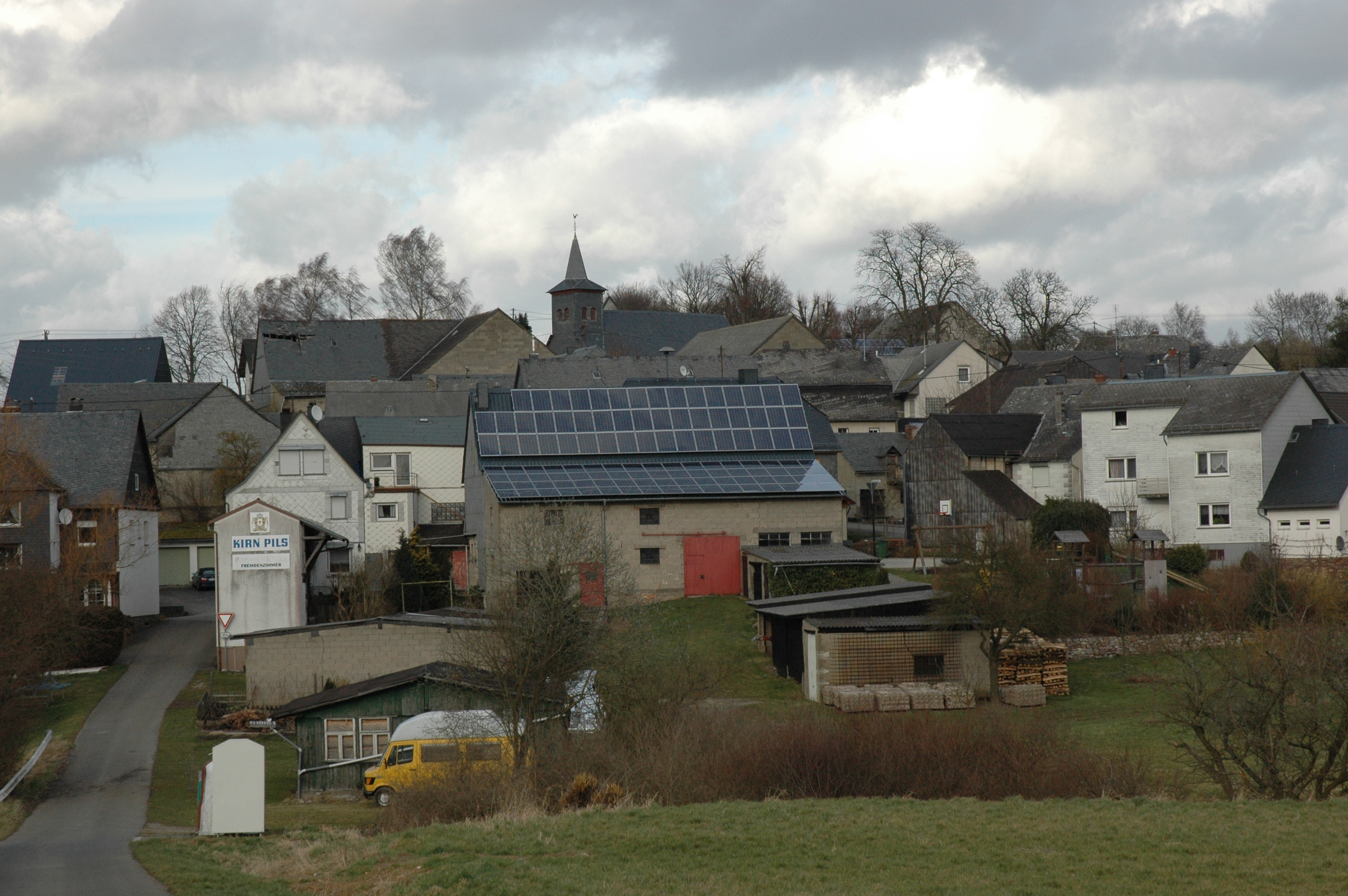
Blick von Süden

Schnorbach ist eine Ortsgemeinde im Rhein-Hunsrück-Kreis in Rheinland-Pfalz. Sie gehört der Verbandsgemeinde Simmern-Rheinböllen an.

## Geographie
Schnorbach liegt in einer Talmulde nördlich des Soonwaldes und der Bundesstraße 50.
Die Gemarkungsgröße beträgt 342 ha. Der Waldanteil beträgt etwa 81 ha. Rund 230 ha werden landwirtschaftlich genutzt.

## Geschichte
Die erste urkundliche Erwähnung ist um 1200 datiert. Ein in der Gemarkung gefundenes Bronzebeil aus der Hügelgräberzeit (ca. 1000 v. Chr.) deutet jedoch auf eine frühere Besiedlung hin.
Im Jahre 1006 wurde die von dem Edlen Thidrich erbaute Kirche zu Mörschbach durch den Mainzer Erzbischof Willigis eingeweiht und der Zehntbezirk abgegrenzt. Vom Rinkenbach zwischen Altweidelbach und Mutterschied bis zum Punkt 466,8 südöstlich von Mörschbach bildete die alte Steinstraße (Römerstraße) den Grenzverlauf. Der Pfarrbezirk zwischen dieser Steinstraße und dem Simmerbach dürfte eine alte Grundherrschaft der Herren von Wahlbach gewesen sein. Das Edelherrengeschlecht von Wahlbach war verwandt mit den Herren von Braunshorn und den Herren von Dyck bei Grevenbroich, die das Zisterzienserinnenkloster Kumbd gründeten.
Südlich dieser Steinstraße bei Schnorbach waren die Grafen von Kessel begütert. Mit Graf Bruno erscheint dieses Geschlecht im Jahre 1081, das eine Grafschaft in den heutigen Niederlanden auf dem linken Ufer der Maas zwischen Roermond und Venlo besaß. Die Vogtei über die Benediktinerabtei St. Pantaleon in Köln trugen sie als ein Erblehen. Conrad (um 1188) und Hermann (1235–1255), Grafen von Kessel, waren deren Äbte.  Seit der Mitte des 12. Jahrhunderts nennen sich die Grafen von Kessel zusätzlich Herren von Grevenbroich.
Die Beziehungen zum Erzstift Köln lassen an eine Verbindung über Bacharach auf den Hunsrück schließen. Denn Bacharach war bereits seit Erzbischof Kunibert (626–648) Kölner Besitz. Wir haben hier eine Parallelerscheinung zu den über Burg Stahleck in den Kumbder Raum gekommenen Edelherren von Dyck. Als Lehen des Erzbistums Köln besaßen die Grafen von Kessel auch Güter an der Mosel. Sie waren an die Herren von Braunshorn weiter verliehen, aber 1184 unter Erzbischof  Philipp von Heinsberg wieder an die Kölner Kirche zurückgekommen. Die Herren von Braunshorn erhielten als Entschädigung eine Rente aus Kölner Weinbergen bei Bacharach. Von Bacharach aus könnten die Grafen von Kessel Schnorbach als Reichsbesitz erworben haben, zumal wir in unmittelbarer Nähe auch das Reichsgut Argenthal antreffen.
Pfalzgraf Rudolf I. (1294–1319), der seiner Gemahlin Mechthilde, Tochter des Königs Adolf von Nassau, 10 000 Mark als Heiratsgut auf die Burgen Fürstenberg und Stahlberg bei Steeg, Kaub und einige andere pfälzische Besitzungen angewiesen hatte, geriet mit dem Grafen von Kessel wegen der Besitzungen am Mittelrhein und auf dem Hunsrück in Streitigkeiten. Walram, damals noch Dompropst zu Münster, bevollmächtigte am 29. September 1295 seinen Notar Theoderich, mit der Beilegung seines Streites mit dem Pfalzgrafen, der durch die Besitznahme der Kessel’schen Güter zu Steeg, der Dörfer Schnorbach und Ebschied mit Wäldern und Zubehör entstanden war. Der aufgestellte Vertrag wurde am 4. Oktober des gleichen Jahres von Walram von Kessel ratifiziert. Dieser verzichtete gegen einen Betrag von 86 Mark auf seine 4 Weingärten und einen Baumgarten zu Steeg sowie auf die Dörfer Schnorbach und Ebschied und verspricht gleichzeitig, nach seinem Austritt aus dem geistlichen Stand keine Ansprüche zu erheben. Damit war Schnorbach in den Besitz der rheinischen Pfalzgrafschaft übergegangen. Walram bestätigte diesen Rechtsvorgang noch einmal am 8. Oktober 1296, nachdem er als Propst zu Münster resigniert hatte.
Urkundlich erscheint der Ort Schnorbach das erste Mal im Güterverzeichnis der Benediktinerinnenabtei Rupertsberg bei Bingen um das Jahr 1200, als der Pastor David von Schnorbach ihr einige Hufen schenkte. Mit dem Erwerb des Dorfes durch den Pfalzgrafen war auch das Patronatsrecht an diesen gelangt. Zusammen mit seinem Bruder Ludwig schenkten sie das Recht 1305 dem Wilhelmitenkloster Windsbach oder Fürstenthal bei Bacharach. Da dieses Kloster aber zu keiner besonderen Blüte kam, übte Kurfürst Ruprecht I. 1368 das Patronatsrecht über Schnorbach wieder selber aus.
Der ursprüngliche Zehntbezirk war erheblich größer als die spätere Gemarkung von Schnorbach. Im Norden verlief sie entlang der alten Steinstraße. In der Gemarkung Mutterschied scheint die Zehntgrenze den Rinkenbach erreicht zu haben. Hier liegt das im Zehntbericht von 1614 genannte „Herrenfeld“ (wohl verlesen aus Hirzenfeld, mittelhochdeutsch (mhd.) hirz = Hirsch), aus diesem und aus einigen Äckern bezog die Pfarrei 2/3 des Zehnten. Zehntberechtigt war der Pfarrer auch in einigen Bezirken der Gemarkungen Riesweiler, Argenthal, Altweidelbach, Wahlbach und Mörschbach. In den Gemarkungen Altweidelbach und Wahlbach könnten als Zehntbezirke die Distrikte diesseits der alten Steinstraße in Betracht kommen, während in Mörschbach ein Dreieck ausgeschnitten wurde, begrenzt an zwei Seiten durch die Steinstraße und den Paterbach.
Zehntanteile besaßen im 14. Jahrhundert in Schnorbach und Wahlbach die Edelherren von Heinzenberg. 1376 bewidmet Johann von Heinzenberg damit seine Frau Irmgart, die Tochter Friedrichs von Ippelbrunn. Möglicherweise ist jener Anteil, den die Wildgrafen um 1400 an Johann von Schönenburg verliehen und von dem er an Emmerich und Wilhelm von Ingelheim kam. Letzterer verkaufte ihn 1446 für 625 Gulden an den Pfarrer von Mörschbach.
Nach der Beschreibung des Amtes Simmern von 1599 hatte Schnorbach 11 Feuerstätten, zwei davon waren nicht bewohnt. Der Unterschultheiß hieß Michel Hebel. Die Nonnen von Rupertsberg erhoben jährlich von etlichen Gütern 20 Malter Hafer (Binger Maß) und 3 Pfund Hafer. In 2 Fluren war damals Kurpfalz zehntberechtigt, in dem 34 Morgen großen Flur am Simmerner Weg und in den 7 Morgen großen „Schelmäckern“ (mhd. schelme = „Aas“, also Schindanger). Dieser Distrikt ist wohl an der Straße Altweidelbach–Argenthal (Flur 3 Argenthal „Auf der Schinnkaul“), unmittelbar an der Schnorbacher Grenze zu suchen und nicht in Mutterschieder Bann, wo der Wasenplatz (Flur 7 „Bei der Schinkaul“) 500 m nördlich des Dorfes liegt. Dieser Zehnte war gegen 11 Malter Korn verliehen. Der übrige Zehnte wurde vom Pfarrer selbst eingezogen.
Seit 1590 galt Mutterschied als eine Filiale von Schnorbach. 1608 wurde eine neue Pfarrkompetenz aufgestellt. Der Hauptzehnte des Ortes kam an die Schaffnerei des Klosters Kumbd, die damals die Pfarrer und Lehrer besoldete. Der Pfarrer musste die Filiale Mutterschied alle Sonn- und Bettage versehen, zum Konvent und am Karfreitag hatten die Mutterschieder nach Schnorbach zu kommen.
Die dem heiligen Sebastian geweihte Kirche fiel in der Kauber Kirchenteilung (1706) der römisch-katholischen Gemeinde zu, die dann 3 Jahre später an den älteren Chor ein neues Langhaus anbaute. Mit in den Sprengel einbezogen wurde Argenthal mit Ellern, Wahlbach, Altweidelbach, Glashütte und Thiergarten. Als man Schnorbach am 7. September 1767 vom Glaner Landkapital abtrennte und dem Kirner zuwies, gab es im Ort 19 Haushaltungen, 118 Kommunikanten und 135 Seelen. Die Kirche war 1732 neu erbaut worden. Zu dem von der Geistlichen Güteradministration errichteten Pfarrhaus gehörten Scheune, Stallung und Garten. Als Besoldung erhielt der Pfarrer 120 Gulden, 15 Malter Korn, 27 Malter Hafer und 1 Fuder Wein, zum Pfarrwittum gehörten 4½ Morgen Äcker und 3 Morgen Wiesen. Dem Schulmeister der im eigenen Haus Unterricht halten musste, zahlte die geistliche Administration 10 Gulden Hauszins. Seine Besoldung waren 20 Gulden, 10 Malter Korn, 15 Gulden Schulgeld, 2 Gulden Stolgebühren, von Vieh- und Hirtenlohn war er befreit.
Mit der Besetzung des Linken Rheinufers 1794 durch französische Revolutionstruppen wurde der Ort französisch, 1815 wurde er auf dem Wiener Kongress dem Königreich Preußen zugeordnet. Nach dem Ersten Weltkrieg zeitweise wieder französisch besetzt, ist der Ort seit 1946 Teil des Landes Rheinland-Pfalz.
Bevölkerungsentwicklung
Die Entwicklung der Einwohnerzahl von Schnorbach, die Werte von 1871 bis 1987 beruhen auf Volkszählungen:
| Jahr | Einwohner |
| 1815 | 189       |
| 1835 | 202       |
| 1871 | 173       |
| 1905 | 196       |
| 1939 | 199       |

| Jahr | Einwohner |
| 1950 | 238       |
| 1961 | 227       |
| 1970 | 215       |
| 1987 | 188       |
| 2005 | 234       |

## Religion
Schnorbach war katholischerseits Pfarrort, dem die Orte Argenthal, Ellern und Wahlbach angeschlossen waren. Seit dem 1. Januar 2023 ist Schnorbach Teil der fusionierten Pfarrei Simmern-Rheinböllen St. Lydia. Die Kirche St. Sebastian wurde Anfang des 18. Jahrhunderts erbaut. Die Bevölkerung ist mit 66 Prozent überwiegend katholisch. Die Evangelischen gehören zur Kirchengemeinde Soonblick im Kirchenkreis Simmern-Trarbach.

## Politik

### Bürgermeister
Ortsbürgermeister ist Bernd Kunz. Bei der Kommunalwahl am 26. Mai 2019 wurde er mit einem Stimmenanteil von 85,21 % in seinem Amt bestätigt.

## Kultur und Sehenswürdigkeiten

### Vereine
Das kulturelle Leben in der Ortsgemeinde wird geprägt durch den Sportverein Germania Schnorbach mit Angeboten im Breitensport (Gymnastik, Tanzen, Wandern) und dem Frauenverein. Am Ortsrand befindet sich ein Sportplatz. Für Veranstaltungen der Gemeinde und für Familienfeiern steht das Gemeindehaus zur Verfügung. Die Jugend hat sich dort einen Jugendraum eingerichtet.

## Wirtschaft und Infrastruktur
Die Zahl der landwirtschaftlichen Betriebe ging von 26 auf jetzt 10 Nebenerwerbsbetriebe zurück. Gleichwohl hat der Ort seinen landwirtschaftlichen Charakter behalten.
Arbeitsplätze sind in Schnorbach durch einen Estrichbetrieb und ein Verputzergeschäft vorhanden, in denen aber keine Schnorbacher Einwohner beschäftigt sind. Daher sind alle Berufstätige Pendler zwischen Wohnort und Arbeitsplatz.
Seit Anfang der neunziger Jahre wurde in mehreren Bauabschnitten ein Baugebiet mit 25 Bauplätzen erschlossen, von denen über 80 % verkauft und größtenteils auch schon bebaut sind.

### Verkehr
Die Verkehrsanbindung ist recht günstig. Bis zur B 50 sind es 2 km, bis zur A 61 (Auffahrt Rheinböllen) sind es 6 km, bis zum Flugplatz Hahn ca. 25 km. Die Kreisstadt Simmern und der Verbandsgemeindeort Rheinböllen sind ca. 8 km entfernt. Über die A 61 sind die Oberzentren Mainz und Koblenz in ca. 35 Minuten zu erreichen.

### Bildung
Die Kinder besuchen den Kindergarten und die Grundschule in Argenthal. Die Hauptschule und die weiterführenden Schulen sind in unmittelbarer Nähe in Rheinböllen und Simmern vorhanden.

## Persönlichkeiten
- Josef Sehn (1909–1995), Landwirt und Politiker